# Porania stormi
Porania stormi is een zeester uit de familie Poraniidae.
De wetenschappelijke naam van de soort werd in 1936 gepubliceerd door Dons.